# أستريد برول
أستريد برول (بالألمانية: Astrid Proll) (و. 1947  م) هي صحفية ألمانية، ولدت في كاسل، هي عضوةٌ في جماعة الجيش الأحمر.